# Byggnads- och Reparationsberedskapen

Byggnads- och Reparationsberedskapen (BRB) var en svensk beredskapsorganisation för byggnadsverksamhet. BRB existerade 1944 till 2007 och organiserade företag inom den civila byggindustrin, och hade i stort sett alla svenska byggföretag som medlemmar.
Uppgiften för BRB var att under krig och höjt beredskapsläge utföra totalförsvaret. BRB:s medlemsföretag var organiserade i så kallade huvudentreprenörsområden (HERO-områden), och under senare delen av BRB:s existens var ansvaret för dessa fördelade mellan NCC, Skanska och Peab.